# Antoine Marfan
Bernard-Jean Antoine Marfan (Castelnaudary, 23 de junho de 1858 — Paris, 11 de outubro de 1942) foi um pediatra francês. Ele começou seus estudos de medicina em Tolosa, onde permaneceu por dois anos antes de se mudar para Paris. Ele descobriu a síndrome de Marfan em 1896.